# Le Mesnil-Amand
Le Mesnil-Amand  là một xã thuộc tỉnh Manche trong vùng Normandie tây bắc nước Pháp. Xã này nằm ở khu vực có độ cao trung bình 30-131 mét trên mực nước biển.